# مهدي رجبزاده
مهدي رجبزاده، من مواليد 21 يونيو 1978 في شيراز في إيران، لاعب كرة قدم إيراني.
بدأ مسيرته الكروية مع نادي جام شيراز، وفي عام 2001 انتقل إلى نادي فجر سيباسي، ولعب معهم حتى عام 2003، وسجل 3 أهداف، وفي عام 2003 انتقل إلى نادي زوب أهن أصفهان، ولعب معهم حتى عام 2007، وسجل معهم 49 هدف، ومنذ عام 2007 وهو يلعب مع نادي الإمارات الإماراتي.
و قد بدأ باللعب مع منتخب إيران لكرة القدم في عام 2004.